# Revolución diplomática

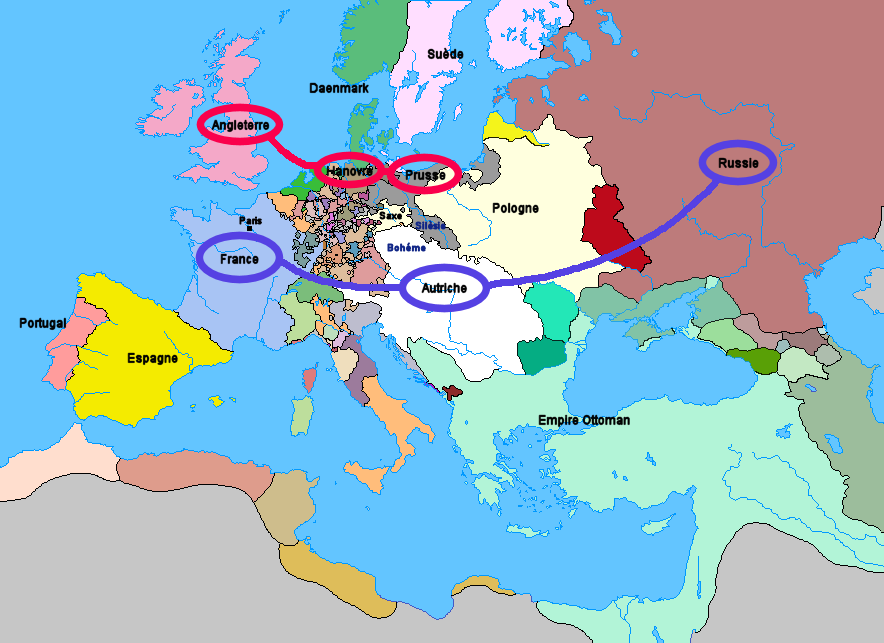
Las alianzas formadas a raíz de la Revolución Diplomática

La reversión de alianzas, a veces revolución diplomática de 1756, es el nombre que la opinión pública le dio al Tratado de Westminster de 1756 con el cambio de alianzas de larga duración que sucedió en Europa entre la guerra de sucesión de Austria (1740-1748) y la guerra de los Siete Años (1756-1763). La alianza establecida en el siglo XVII entre el reino de Francia y el reino de Prusia contra la alianza simétrica del reino de Gran Bretaña y el emperador germánico fue sustituida por otras nuevas: Austria, la monarquía Habsburgo, pasó de ser un aliado de Gran Bretaña a ser un aliado de Francia; la República Holandesa, un antiguo aliado británico, se volvió más antibritánica y adoptó una postura neutral, mientras que Prusia se convirtió en aliado de Gran Bretaña.
El diplomático más influyente que estuvo implicado en este cambio de alianzas fue Wenzel Anton von Kaunitz-Rietberg, embajador en Francia de 1750 a 1753 y que llegó a ser canciller austriaco (r. 1753-1792).
El cambio fue parte de la cuadrilla majestuosa, un patrón de alianzas en constante cambio a lo largo del siglo XVIII en un esfuerzo por preservar o alterar el equilibrio de poder europeo.

## Contexto

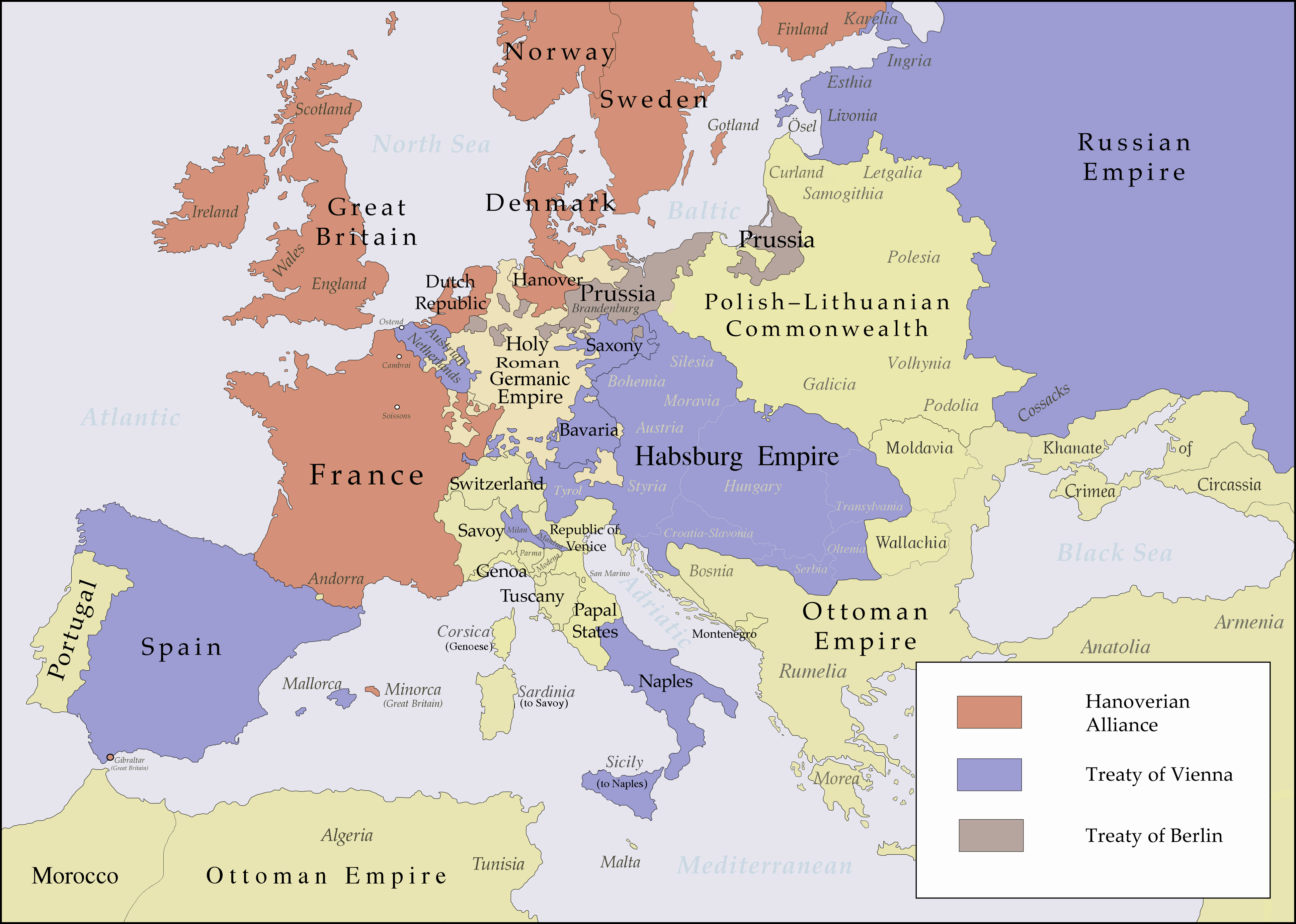
Las coaliciones en Europa entre 1725 y 1730. En azul los firmantes del Tratado de Viena de abril de 1725, en rojo los del Tratado de Hannover de septiembre de 1725. Prusia, de color marrón, inicialmente se unió a la alianza de Hannover, luego cambió de bando tras el Tratado de Berlín en diciembre de 1728.

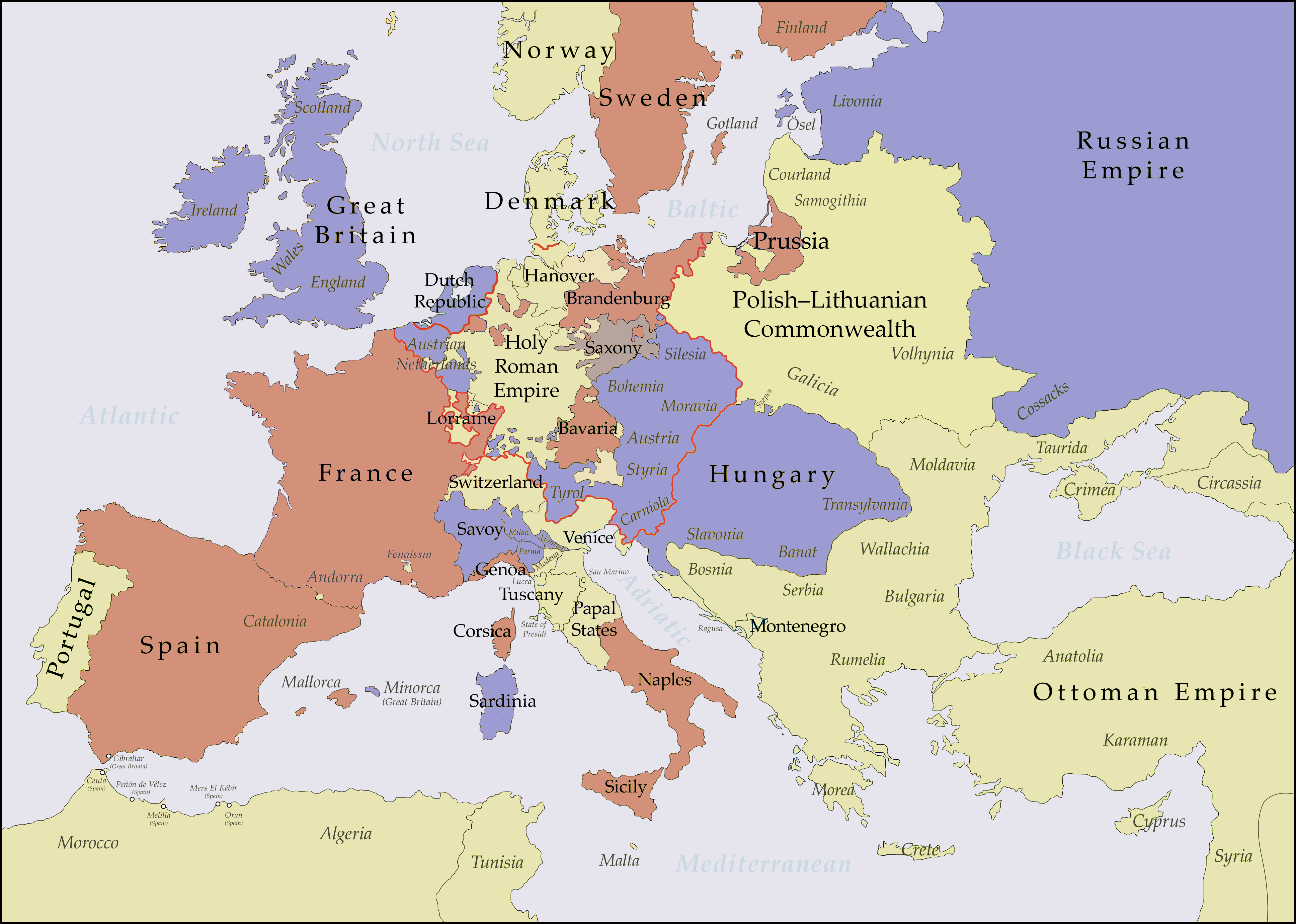
Europa en vísperas de la guerra de sucesión de Austria en 1740: Austria, Gran Bretaña y Rusia se opusieron a Francia, Prusia y España.

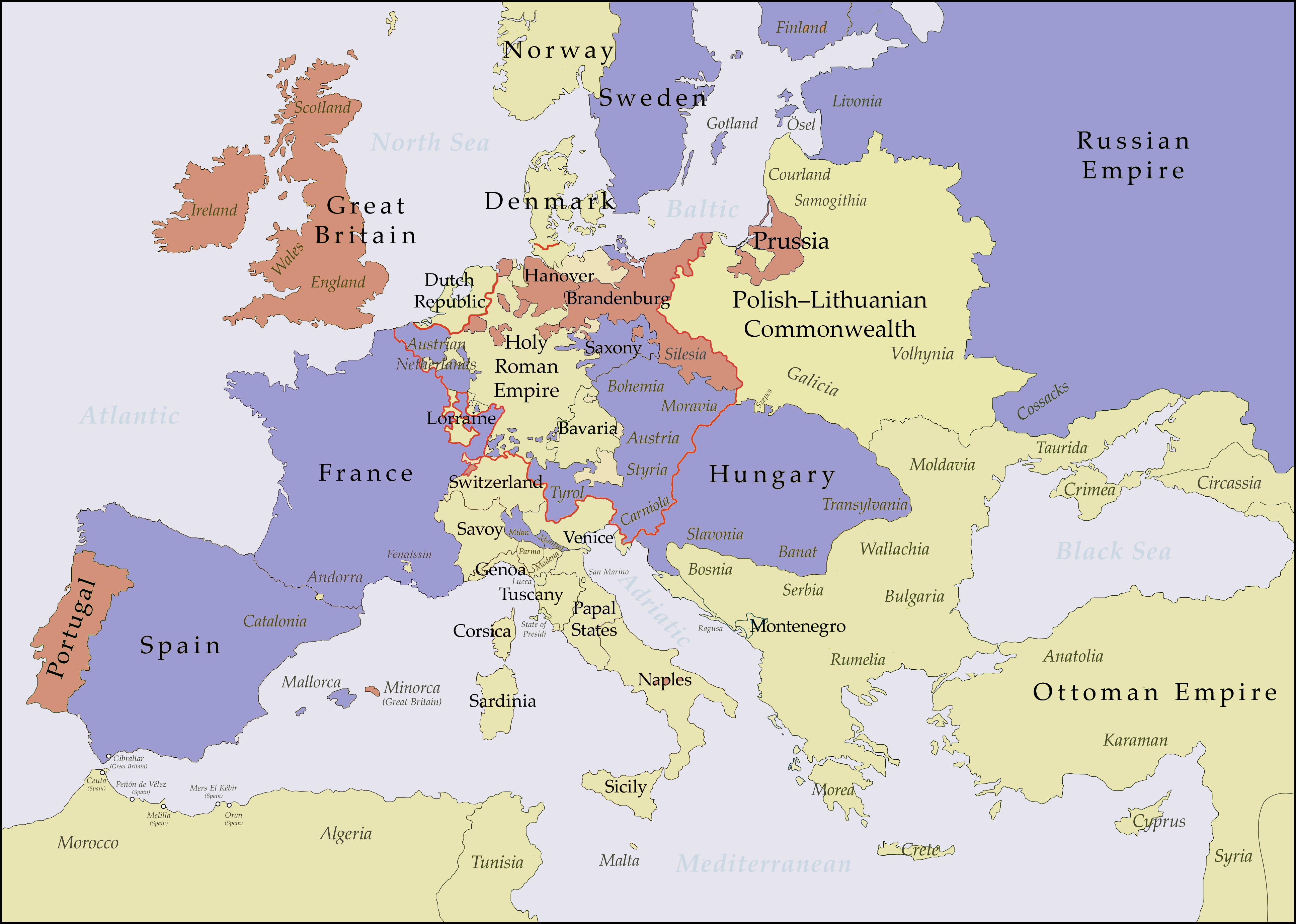
Las alianzas a partir del Tratado de Versalles (1756)Tratado de Versalles de 1756 y durante la guerra de los Siete Años.

Desde el siglo XVI, la diplomacia en Europa estuvo dominada por la lucha de los reyes de Francia contra la Casa de Habsburgo, que amenazaba con cercarles con sus posesiones. La llegada de un Borbón al trono de España al final de la guerra de sucesión española modificó este hecho facilitando el primer pacto de familia. Por otro lado, la tutela austriaca sobre el Sacro Imperio se vio socavada por el creciente poder prusiano. Además, crecía la tensión con Inglaterra por la competencia de Nueva Francia con las colonias británicas de América del Norte que acabarían desencadenando la guerra franco-india (1754-1763). Fue en este contexto que se produjo la ruptura diplomática, consagrada en los Tratados de Versalles que respondían a la Convención anglo-prusiana de Westminster.
El cambio diplomático fue provocado por una separación de intereses entre Austria, Gran Bretaña y Francia. La Paz de Aix-la-Chapelle de 1748, tras la guerra de sucesión de Austria (1740-1748), dejó a Austria consciente del alto precio que había pagado por tener a Gran Bretaña como aliada. María Teresa I de Austria había defendido su derecho al trono de los Habsburgo y había coronado emperador a su marido, Francisco Esteban, en 1745. Sin embargo, se había visto obligada a ceder territorio valioso en el proceso. Bajo la presión diplomática británica, María Teresa había renunciado a parte del ducado de Milán y ocupado el Electorado de Baviera. Los británicos también la obligaron a ceder el ducado de Parma y Piacenza a España y, lo que fue más importante, a abandonar la valiosa provincia de Silesia a la ocupación prusiana.
Otra causa importante del fracaso del antiguo sistema fue la situación en los Países Bajos austríacos. Durante la guerra de sucesión de Austria, las fortalezas de la Barrera holandesas en los Países Bajos austríacos, que obligaban a holandeses y británicos a defender esas tierras, habían sido capturadas por los ejércitos franceses. Posteriormente, París había ordenado el desmantelamiento de las defensas de las ciudades barrera capturadas. Cuando los ejércitos franceses regresaron a casa en 1748, los Países Bajos austríacos se habían convertido en una llanura abierta. Este acto marcó el fin de la República holandesa como potencia importante e hizo que Austria se diera cuenta de que los británicos y los holandeses ya no podían defender a los Países Bajos austríacos. Sólo un acercamiento con Francia podría asegurar ahora estos territorios.
Durante la guerra, Federico II de Prusia se había apoderado de Silesia, una de las Tierras de la Corona de Bohemia. Esa adquisición había hecho avanzar aún más a Prusia como gran potencia europea, que ahora planteaba una amenaza creciente para las tierras alemanas de Austria y para Europa Central en su conjunto. El crecimiento de Prusia, peligroso para Austria, fue bien recibido por los británicos, que lo vieron como un medio para equilibrar el poder francés y reducir la influencia francesa en Alemania, que de otro modo podría haber aumentado en respuesta a la debilidad de Austria.
El acercamiento fue obra de Kaunitz, embajador en Francia de 1750 a 1753 y que llegaría a ser canciller de la emperatriz María Teresa. María Teresa tomó la iniciativa en agosto de 1755 de contactar con Luis XV por intermediación de la marquesa de Pompadour. Las negociaciones se desarrollaron en el mayor secreto entre el nuevo embajador de Austria, Starhemberg, y el cardenal Bernis La primera reunión tuvo lugar el 3 de septiembre de 1755 en la casa de campo de la Pompadour. Al principio mantenidas en secreto, las negociaciones se extendieron a los ministros de Luis, Machault d'Arnouville, Rouillé, Moreau de Séchelles, Saint-Florentin. Las negociaciones se prolongaron porque se envió una misión paralela al antiguo aliado Federico II de Prusia y algunos ministros franceses eran decididamente austrofóbicos. El tratado firmado el 16 de enero de 1756 entre Prusia e Inglaterra fue una muestra de que Federico II renunció a la alianza francesa. A partir de entonces se superaron los obstáculos y el 1 de mayo de 1756 se firmó el tratado entre Francia y Austria.

## Convención de Westminster
Los resultados de la guerra de sucesión de Austria dejaron claro que Gran Bretaña ya no consideraba a Austria lo suficientemente poderosa como para controlar a Francia, sino que se contentaba con construir estados más pequeños como Prusia. Por lo tanto, Gran Bretaña y Prusia, en la Convención de Westminster (16 de enero de 1756), acordaron que Gran Bretaña no ayudaría a Austria en un nuevo conflicto por Silesia si Prusia aceptaba proteger al Electorado de Hannover de Francia. La protección de Hannover era importante para Gran Bretaña porque era posesión de su rey, Jorge II (que había nacido y crecido en el Electorado). Gran Bretaña consideró que con la creciente fuerza de Prusia, sería más capaz de defender Hannover que Austria.
Mientras tanto, Austria estaba decidida a recuperar Silesia y por eso los dos aliados se encontraron con intereses encontrados. María Teresa reconoció la inutilidad de una alianza renovada con Gran Bretaña y se propuso alinear a Austria con Francia, que podría reemplazar a Gran Bretaña como un aliado valioso. María Teresa sabía que sin un aliado poderoso como Francia, nunca podría esperar recuperar Silesia de manos de Federico II.
Al acuerdo le siguió una convención anglo-prusiana más directa en 1758.

## Primer Tratado de Versalles
María Teresa envió a su ministro de política exterior, el conde Wenzel Anton von Kaunitz, a Francia para asegurar una alianza que permitiera a Austria recuperar Silesia. Kaunitz se acercó a Madame de Pompadour, amante de Luis XV, para intervenir en las negociaciones. Sin embargo, Luis XV se mostró reacio a aceptar cualquier tratado presentado por Kaunitz. Fue necesario un nuevo conflicto entre Francia y Gran Bretaña para que Luis se alineara con Austria.
Además, las posesiones de los Habsburgo ya no rodeaban a Francia; en cambio, Federico II había logrado poner fin a la perspectiva de un dominio germano-habsburgo fronterizo con las tierras francesas. Por lo tanto, Francia ya no veía a Austria como una amenaza inmediata y por eso entró en una alianza exclusivamente defensiva con Austria. En respuesta a la Convención de Westminster, los ministros de Luis XV y Kaunitz concluyeron el Primer Tratado de Versalles (1 de mayo de 1756) en el que ambas partes acordaron permanecer neutrales y proporcionar 24.000 tropas si alguna de ellas entraba en conflicto con un tercero.

## Segundo Tratado de Versalles
Los diplomáticos de María Teresa, después de asegurar la neutralidad francesa, comenzaron activamente a establecer una coalición antiprusiana. Las acciones de Austria alertaron a Federico II, quien decidió atacar primero invadiendo el Electorado de Sajonia, aliado de Austria, comenzando la guerra de los Siete Años (1756-1763). Las acciones de Federico estaban destinadas a asustar al Imperio ruso para que no apoyara a Austria, que había formado una alianza defensiva en 1746.
Sin embargo, al invadir Sajonia, Federico había inquietado a sus enemigos; Rusia, bajo la dirección de la emperatriz Isabel, envió 80.000 soldados más a Austria. Un año después de la firma del Primer Tratado de Versalles, Francia y Austria firmaron una nueva alianza, esta vez ofensiva, el Segundo Tratado de Versalles, el 1 de mayo de 1757.
Austria prometió a Francia los Países Bajos austríacos, pero a cambio María Teresa recibiría Parma, el compromiso de formar un ejército de 129 000 soldados franceses y la promesa de subvenciones anuales de 12 millones de florines cada año hasta que Silesia fuera devuelta a Austria.

## Consecuencias
Como resultado, Gran Bretaña y Prusia se enfrentaron a Austria, Francia y Rusia. La República holandesa, que ya no estaba directamente amenazada por Francia debido a la alianza franco-austriaca, se negó a luchar por los intereses de Gran Bretaña y se mantuvo neutral. Sin embargo, a pesar de la reversión de las alianzas, los antagonismos básicos persistieron: Prusia versus Austria y Gran Bretaña versus Francia. La guerra terminó con una victoria para Gran Bretaña y Prusia, ayudada por el Milagro de la Casa de Brandeburgo y el control de los mares por parte de Gran Bretaña, que se vio reforzado por el éxito durante su annus mirabilis de 1759. Francia, Austria y sus aliados europeos finalmente no lograron sus objetivos.
Sin embargo, la alianza anglo-prusiana resultó ser de corta duración en gran parte porque Gran Bretaña retiró el apoyo financiero y militar a Prusia en 1762; posteriormente, Prusia se alió con Rusia. La disolución de la alianza y la nueva preeminencia de Gran Bretaña la dejaron sin aliados cuando estalló la guerra revolucionaria americana.
La inversión de las alianzas suscitó, en una parte de la población francesa, una hostilidad duradera y encontró fervientes opositores incluso en el seno del Ministerio de Asuntos Exteriores: el diplomático Jean-Louis Favier  (en), familiar del Secreto del Rey, publicó así una serie de escritos hostiles a la nueva alianza que fueron reeditados varias veces durante la Revolución Francesa.

## Conmemoraciónes
En Francia, la plaza de la Alianza de Nancy conmemora este importante acontecimiento de alianza entre el reino de Francia y el Imperio de Habsburgo-Lorena.

### Generales y notas citadas
- Black, Jeremy (1990). «Essay and Reflection: On the 'Old System' and the Diplomatic Revolution' of the Eighteenth Century». International History Review 12 (2): 301-323. ISSN 1949-6540. JSTOR 40106181. doi:10.1080/07075332.1990.9640547.
- Horn, D. B. (1957). «The Diplomatic Revolution».  En Lindsay, J. O., ed. The New Cambridge Modern History. Volume 7: The Old Regime: 1713–63. pp. 449-464.
- Ingrao, Charles W. (2000). The Habsburg Monarchy, 1618–1815 (2nd edición). Cambridge: Cambridge University Press.
- Lodge, Richard (1930). «HISTORICAL REVISION: LV.—The Maritime Powers in the Eighteenth Century». History 15 (59): 246-251. doi:10.1111/j.1468-229X.1930.tb00613.x.
- Mitford, Nancy (2001). Madame de Pompadour. New York Review of Books. ISBN 978-0-940322-65-3.
- Szabo, Franz A. J. (1979). «Prince Kaunitz and the Balance of Power». International History Review 1 (3): 399-408. ISSN 1949-6540. JSTOR 40105021. doi:10.1080/07075332.1979.9640191.
- Van Nimwegen, Olaf (2017). De Nederlandse Burgeroorlog 1748-1815 (en dutch). Amsterdam: Prometheus. ISBN 9789035144293. Archivado desde el original el 10 de diciembre de 2022. Consultado el 13 de mayo de 2024. Sample of book used.
- Van Nimwegen, Olaf (2002). De Republiek der Verenigde Nederlanden als grote mogendheid: Buitenlandse politiek en oorlogvoering in de eerste helft van de achttiende eeuw en in het bijzonder tijdens de Oostenrijkse Successieoorlog (1740–1748) (en dutch). De Bataafsche Leeuw. ISBN 90-6707-540-X.